# Nomaua cauda
Espèce
Nomaua cauda est une espèce d'araignées aranéomorphes de la famille des Physoglenidae.

## Distribution
Cette espèce est endémique de Nouvelle-Zélande. Elle se rencontre dans la région de Wellington dans l'île du Nord.

## Description
Le mâle décrit par Fitzgerald et Sirvid en 2009 mesure 3,740 mm et la femelle 3,622 mm.

## Publication originale
- Forster, Platnick & Coddington, 1990 : A proposal and review of the spider family Synotaxidae (Araneae, Araneoidea), with notes on theridiid interrelationships. Bulletin of the American Museum of Natural History, no 193, p. 1-116 (texte intégral).